# Гламазды (Псковская область)
Гламазды — деревня в Куньинском районе Псковской области России. Входит в состав Слепнёвской волости.
Расположена в 29 км к югу от райцентра Кунья и в 1 км к югу от волостного центра Слепнёво.

## Население
Численность населения деревни на 2000 год составляла 30 жителей.

## История
До 2005 года деревня входила в состав ныне упразднённой Морозовской волости с центром в деревне Слепнёво.